# Baker-Steuerung

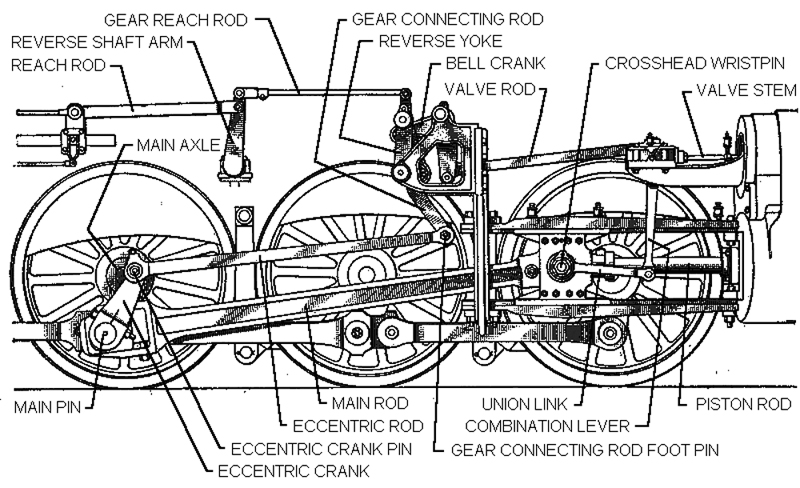
Baker-Steuerung

Die Baker-Steuerung, engl. Baker valve gear, ist eine Dampfmaschinensteuerung, die nach der A.D. Baker Company in Swanton (Ohio), einem Hersteller von Lokomobilen, benannt ist.
Der Entwurf kam von einem Mitarbeiter namens Gifford, wurde aber von dem Unternehmen in eigenem Namen im Jahr 1903 patentiert. Die Steuerung setzte sich in den Vereinigten Staaten durch und ist bei dort hergestellten Lokomotiven weit verbreitet.

## Winkelhebelsteuerung
Die Baker-Steuerung basiert auf dem gleichen Prinzip wie die Winkelhebelsteuerung, welche ihrerseits eine Verbesserung der Heusinger-Steuerung (außerhalb des deutschsprachigen Raums als Walschaerts-Steuerung bekannt) darstellt.
Da Winkelhebel- wie Bakersteuerung gänzlich aus Hebeln mit Gelenkbolzen aufgebaut sind, sind sie mechanisch einfacher zu unterhalten und darüber hinaus exakter bei der Dampfverteilung als die Heusinger-Steuerung.